# Sinal (biologia)
Em biologia, um sinal ou biopotencial é uma quantidade elétrica (voltagem, corrente ou força de campo) causada por reações químicas de íons carregados. Outro uso do termo é a descrição da transferência de informação entre, e dentro, células, como nos sinais de transducção. Sinais biológicos podem também ser vistos como um exemplo de sinal (teoria da informação)